# Hùng Thắng (phường)
Hùng Thắng là một phường thuộc thành phố Hạ Long, tỉnh Quảng Ninh, Việt Nam.
Phường Hùng Thắng có diện tích 5,97 km², dân số năm 2006 là 5280 người, mật độ dân số đạt 884 người/km².
Hùng Thắng xưa kia là một hòn đảo dành cho cư dân đánh bắt cá đến ở các vùng tỉnh thành lân cận chuyển tới và sinh sống tại đây.